# Вите, Людовик
Людовик Вите (1802—1873) — французский писатель и политический деятель.

## Биография
На литературное поприще выступил в либерально-доктринерском журнале «Globe». Первоначально известность создали ему драматические сцены из истории Лиги XVI века: «La Journée des barricades» (1826), «Les États de Blois» (1827) и «Mort de Henri III», которые он позже объединил в одну трилогию (1844). Но затем почти исключительно занялся эстетической критикой, историей искусств и археологией.
Одарённый тонким пониманием прекрасного, Вите сумел оценить красоту и высокое идейное значение многих архитектурных памятников, мимо которых равнодушно проходил поверхностный взгляд наблюдателя; остатки глубокой старины, отчасти обезображенные и испорченные рукой времени, в его увлекательном изложении вновь оживали в своей первоначальной красоте. Весьма ценными по богатству новых данных и идей считаются его сочинения: «Histoire des anciennes villes de France» (1833); «Histoire de Dieppe» (1838); «Eustache Lesueur» (1843), за которое Вите был избран членом Французской академии; «Monographie de l'église de Notre Dame de Noyon» (1845); «Le Louvre et le nouveau Louvre» (1853, нов. изд. 1882); «L’académie royale de peinture et de sculpture» (1861, нов. изд. 1880); «Études sur l’histoire de l’art» (1864).
После июльской революции Гизо сделал его Генеральным инспектором исторических памятников (l’Inspecteur général des Monuments historiques). С 1834 года он заседал в палате депутатов, где поддерживал доктринеров; в 1836 г. назначен членом государственного совета. Во время второй республики оставался преданным орлеанистом.
После 2 декабря 1851 года совсем удалился от политической жизни. Во время парижской осады он напечатал в «Revue des Deux Mondes» ряд проникнутых пламенным патриотизмом статей, вызвавших общее внимание (изд. отд.: «Lettres sur le siège de Paris», 1871). Вите был членом комиссии, заключившей предварительный мирный договор с Германией. В учредительном собрании он примкнул к орлеанистам и содействовал отставке Тьера.
Кроме упомянутых, написал драматические сцены: «Les États d’Orléans» (менее удачные, чем вышеназванная трилогия из времен Лиги); «Fragments et Mélanges» (1846); «Études historiques et littéraires» (1862); «Études philosophiques et littéraires» (1874) и «Le comte Duchatel» (1875).